# Combretum nigricans
Combretum nigricans là một loài thực vật có hoa trong họ Trâm bầu. Loài này được Lepr. ex Guill. & Perr. mô tả khoa học đầu tiên năm 1833.